# Клекотина
Клекоти́на — село в Україні, у Мурафській сільській громаді Жмеринського району Вінницької області. Населення станом на 2020 рік становить 3872 осіб. У селі функціонує школа, де навчається 497 школярів станом на 2021 рік. Також, крім школи, у селі є великий дитячий садочок, православна церква та на межі з селом Мурафа католицький костел Непорочного Зачаття Пресвятої Діви Марії. Від 2019 року село Клекотина є частиною Мурафської ОТГ.

## Історія
Вказане на карті від 1613 року з назвою Клекотин.
Під час організованого радянською владою Голодомору 1932—1933 років померло щонайменше 364 жителі села.
22 травня 1986 року об'єднано села Клекотина і Слобода-Мурафська Клекотинської сільради в одне село Клекотина.
На сьогодні Клекотина приєдналася до Мурафської ОТГ.

## Відомі люди
В селі народився український письменник, сценарист і перекладач з англійської мови Добровольський Аркадій Захарович. Він відомий тим, що став співавтором сценарію культової кінокартини СРСР «Трактористи» (1936) і разом із Ліною Костенко написав сценарій до фільму «Звірте свої годинники» (1962).
19 травня 2015 року, групою громадських активістів за участі письменників  Олександра Горобця,  Миколи Рябого, Вадима Вітковського, на фронтоні Клекотинської середньої школи відкрито меморіальну дошку пам'яті видатного українського поета, письменника, перекладача і кіносценариста Аркадія Добровольського.
- Добровольський Аркадій Захарович (1911—1969) — український письменник, кіносценарист, перекладач.
- Завальнюк Владислав Матвійович (1949) — настоятель Червоного кафедрального костьолу у Мінську, кандидат історичних наук, перекладач, публіцист, засновник Християнського товариства милосердя, активний громадський діяч та автор десятків книг.
- Купчишин Михайло Федорович (1933) — український краєзнавець.
- Наумчак Ольга Іллінічна — Герой Соціалістичної Праці.